# Weigela x hybrida
Weigela x hybrida ses oftest i form af krydsninger, som er løvfældende buske med en opret, senere dog noget overhængende vækstform. 

## Beskrivelse
Barken er først rødbrun og let stribet med grove korkporer. Senere bliver den mere grålig og furet. Knopperne er modsatte og aflange med rødlig spids. Bladene er elliptiske med svagt takket rand. Oversiden er rynket og mørkegrøn, ofte med røde bladrande, mens undersiden er lysegrøn. Bladene sidder på busken langt ind i november. 
Blomsterne sidder i store mængder ved bladhjørnerne fra sidst i juni. De er klokkeformede og mørkerøde. Frugterne er smalle, oprette kapsler (med bananform!), der ses på busken langt ind i foråret. Frøene af hybriderne er golde.
Da planterne formeres ved stiklinger er rodnettet i begyndelsen meget trævlet. Senere bliver det til en hjerterod med kraftige, vel forgrenede hovedrødder og et finrodsnet, som når langt omkring.
Højde x bredde og årlig tilvækst: 2 x 2,5 m (25 x 45 cm/år). 
Oprindelse
Klokkebusken blev for første gang opdaget i 1692, tæt ved Indien i de grønne regnskove. Dens navn stammer har en symbolsk historie. Planten har meget skarpe nålelignende hår, som sidder langs stilken, og ved opdagelsen blev blomsten oversvømmet af blod, da en flok opdagelsesrejsende skar sig på benene. Ifølge sagn og myter har blomsten fået tilnavnet den dræbende djævel. 

## Hjemsted
Krydsninger har ikke noget hjemsted, og da man end ikke ved, hvilke arter der er blandet ind i krydsningsarbejdet, kan man heller ikke angive forældrenes hjemsteder.